# I liga argentyńska w piłce nożnej (1938)
Mistrzem Argentyny w roku 1938 został klub Independiente, natomiast tytuł wicemistrza Argentyny zdobył klub River Plate.
Do drugiej ligi spadły dwa ostatnie w tabeli kluby – Almagro Buenos Aires i Talleres Remedios de Escalada. Na ich miejsce z drugiej ligi awansowały trzy kluby – Newell’s Old Boys, Rosario Central i Argentino de CA Argentino de Quilmes. Liga została zwiększona z 17 do 18 klubów.

## Primera División

### Kolejka 1
| Data            | Mecz |
| --------------- | --- |
| 3 kwietnia 1938 | Almagro Buenos Aires – Estudiantes La Plata 0:3 Julio Gómez (2), Ángel Laferrara mecz rozegrany został na stadionie klubu Boca Juniors                                       |
| 3 kwietnia 1938 | Atlanta Buenos Aires – CA Platense 2:2 Omar Lozano, Oscar Irazoqui – Antonio Campilongo (2)                                                                                  |
| 3 kwietnia 1938 | Ferro Carril Oeste – Boca Juniors 1:1 Alfredo Borgnia – Alfredo González |
| 3 kwietnia 1938 | Gimnasia y Esgrima La Plata – CA Vélez Sarsfield 3:2 Oscar Montañez k, Isidoro Orleans, Luis Pérez – Adolfo Seré, Genaro Canteli                                             |
| 3 kwietnia 1938 | Independiente – CA Tigre 6:2 Vicente de la Mata, Arsenio Erico (3), Emilio Reuben, Raúl Natino – Eibar Ríos, Fernando Azaña                                                  |
| 3 kwietnia 1938 | River Plate – Chacarita Juniors 5:2 Bernabé Ferreyra (3), Carlos Peucelle, José M. Moreno – Alberto Palomino, Orlando Fenu mecz rozegrany został na stadionie klubu Platense |
| 3 kwietnia 1938 | San Lorenzo de Almagro – Club Atlético Lanús 6:2 Alberto Lorenzo (3), Gabino Ballesteros, Ricardo Alarcón, Rubén Cavadini – Benito Matas (2)                                 |
| 3 kwietnia 1938 | Talleres Remedios de Escalada – CA Huracán 2:7 Manuel Ferreiro, Luis Rojas – Juan Belmonte (3), Herminio Masantonio (2), Emilio Baldonedo (2)                                |

### Kolejka 2
| Data             | Mecz |
| ---------------- | --- |
| 10 kwietnia 1938 | Boca Juniors – River Plate 1:2 Miguel Careri – Eladio Vaschetto, José M. Moreno                                                                                    |
| 10 kwietnia 1938 | Chacarita Juniors – Gimnasia y Esgrima La Plata 3:2 Juan N. Zava, Orlando Fenu, Alberto Palomino – Oscar Montañez, Luis Pérez                                      |
| 10 kwietnia 1938 | Estudiantes La Plata – Atlanta Buenos Aires 2:1 mecz rozegrany został na stadionie klubu Gimnasia y Esgrima                                                        |
| 10 kwietnia 1938 | CA Huracán – Racing Club de Avellaneda 2:1 Ángel Laferrara, Pablo Farías – Oscar Irazoqui                                                                          |
| 10 kwietnia 1938 | Club Atlético Lanús – Almagro Buenos Aires 2:2 Antonio Núñez, Ángel Alfonso – Castillo, V.Pérez                                                                    |
| 10 kwietnia 1938 | CA Platense – Ferro Carril Oeste 4:5 Gregorio Esperón k, Eduardo Oviedo, Adolfo Juárez, Juan S. Prado – Alfredo Borgnia, Jaime Sarlanga (3, 1k), Bernardo Gandulla |
| 10 kwietnia 1938 | CA Tigre – San Lorenzo de Almagro 2:2 Eibar Ríos, Juan A. Fattoni – Tomás Beristain, Ricardo Alarcón                                                               |
| 10 kwietnia 1938 | CA Vélez Sarsfield – Talleres Remedios de Escalada 6:2 Adolfo Seré, Florencio Caffaratti (3), Genaro Canteli, José M. Noguera – Luis Rojas, Manuel Ferreiro        |

### Kolejka 3
| Data             | Mecz |
| ---------------- | --- |
| 24 kwietnia 1938 | Almagro Buenos Aires – CA Tigre 3:4 Oscar Pesce (2, 1k), V. Pérez – Aníbal Troncoso (2), Eibar Ríos, Juan A. Fattoni mecz rozegrany został na stadionie klubu Platense |
| 24 kwietnia 1938 | Atlanta Buenos Aires – Club Atlético Lanús 2:0 Román Covacich, Ismael Covacich                                                                                         |
| 24 kwietnia 1938 | Ferro Carril Oeste – Estudiantes La Plata 5:3 Jaime Sarlanga (2), Alfredo Borgnia, Bernardo Gandulla (2) – Manuel Pelegrina k, Julio Gómez, Ángel Laferrara            |
| 24 kwietnia 1938 | Gimnasia y Esgrima La Plata – Boca Juniors 1:1 Luis Pérez – Alfredo González                                                                                           |
| 24 kwietnia 1938 | Racing Club de Avellaneda – CA Vélez Sarsfield 5:1 Mateo Pont (2), Oscar Larretchart (2, 1k), Vicente Zito – Osvaldo Reta                                              |
| 24 kwietnia 1938 | River Plate – CA Platense 2:2 Bernabé Ferreyra, Adolfo Pedernera – Juan S. Prado, Cataldo Spitale mecz rozegrany został na stadionie klubu Huracán                     |
| 24 kwietnia 1938 | San Lorenzo de Almagro – Independiente 2:0 Ricardo Alarcón (2, 1k) |
| 24 kwietnia 1938 | Talleres Remedios de Escalada – Chacarita Juniors 1:0 Luis Rojas k |

### Kolejka 4
| Data         | Mecz |
| ------------ | --- |
| 8 maja 1938  | Boca Juniors – Talleres Remedios de Escalada 7:1 Delfín Benítez Cáceres (4), Francisco Angeletti, Alfredo Gáspari, Eduardo Borques – Luis Rojas mecz rozegrany został na stadionie klubu Ferro Carril Oeste |
| 8 maja 1938  | Chacarita Juniors – Racing Club de Avellaneda 2:0 Alberto Palomino, César Roggero |
| 8 maja 1938  | Independiente – Almagro Buenos Aires 9:0 Silvestre Pisa, José Vilariño (5), Arsenio Erico (2), José F. Beressi                                                                                              |
| 8 maja 1938  | Club Atlético Lanús – Ferro Carril Oeste 3:3 Ciro San Jorge s, Antonio Núñez (2) – Jaime Sarlanga (2), Bernardo Gandulla                                                                                    |
| 8 maja 1938  | CA Platense – Gimnasia y Esgrima La Plata 6:2 Máximo Fernández (3), Gregorio Esperón, Juan S. Prado, Antonio Campilongo – Floreal Garro, Isidoro Orleans                                                    |
| 8 maja 1938  | CA Tigre – Atlanta Buenos Aires 2:3 Juan Marvezzi (2) – Antonio Morales, Carlos Colosia, José Martínez |
| 8 maja 1938  | CA Vélez Sarsfield – CA Huracán 7:2 Genaro Canteli (3), Florencio Caffaratti (3), Angel Fernández – Héctor García, Emilio Baldonedo                                                                         |
| 11 maja 1938 | Estudiantes La Plata – River Plate 1:8 Manuel Pelegrina – José M. Moreno (4), Bernabé Ferreyra (2), Carlos Peucelle (2)                                                                                     |

### Kolejka 5
| Data         | Mecz |
| ------------ | --- |
| 15 maja 1938 | Almagro Buenos Aires – San Lorenzo de Almagro 3:4 Peruch, Ricardo Stagi, Guillermo Fernández – Agustín Cosso, Ricardo Alarcón, Roberto Orlando, Gabino Ballesteros mecz rozegrany został na stadionie klubu Vélez Sarsfield |
| 15 maja 1938 | Atlanta Buenos Aires – Independiente 0:1 Sabino Coletta k |
| 15 maja 1938 | Ferro Carril Oeste – CA Tigre 2:3 Rodolfo Danza, Raúl Emeal – Aníbal Troncoso (2, 1k), Juan C. Valentini |
| 15 maja 1938 | Gimnasia y Esgrima La Plata – Estudiantes La Plata 2:2 Manuel Fidel, Luis Pérez – Manuel Pelegrina (2) |
| 15 maja 1938 | CA Huracán – Chacarita Juniors 5:2 Francisco Santia s, Herminio Masantonio, Emilio Baldonedo (2), Daniel Bálsamo – Roberto Rodríguez, César Roggero                                                                         |
| 15 maja 1938 | Racing Club de Avellaneda – Boca Juniors 3:2 Enrique García (2), Mateo Pont – Alfredo González, Delfín Benítez Cáceres |
| 15 maja 1938 | River Plate – Club Atlético Lanús 4:0 Bernabé Ferreyra k, José M.Moreno (2), Adolfo Pedernera mecz rozegrany został na stadionie klubu Platense                                                                             |
| 15 maja 1938 | Talleres Remedios de Escalada – CA Platense 0:4 Juan S. Prado, Máximo Fernández (2), Antonio Blanco |

### Kolejka 6
| Data         | Mecz |
| ------------ | --- |
| 22 maja 1938 | Boca Juniors – CA Huracán 2:2 Alfredo Gáspari, Alfredo González – Daniel Bálsamo, Emilio Baldonedo mecz rozegrany został na stadionie klubu Ferro Carril Oeste                                |
| 22 maja 1938 | Chacarita Juniors – CA Vélez Sarsfield 2:3 Alberto Palomino (2) – José M. Noguera, Florencio Caffaratti, Osvaldo Reta mecz rozegrany został na stadionie klubu Atlanta                        |
| 22 maja 1938 | Estudiantes La Plata – Talleres Remedios de Escalada 2:0 Alberto Zozaya, Enrique Guaita |
| 22 maja 1938 | Independiente – Ferro Carril Oeste 6:1 Vicente de la Mata, Arsenio Erico (3, 1k), José Vilariño (2) – José L. Dacunto k                                                                       |
| 22 maja 1938 | Club Atlético Lanús – Gimnasia y Esgrima La Plata 2:4 Domingo Aráoz (2) – Luis Pérez (2), Manuel Fidel, Tomás González mecz rozegrany został na stadionie klubu Talleres Remedios de Escalada |
| 22 maja 1938 | CA Platense – Racing Club de Avellaneda 5:5 Juan S. Prado (2), Adolfo Juárez, Máximo Fernández, Cataldo Spitale – Evaristo Barrera (3), Mateo Pont, Vicente Zito                              |
| 22 maja 1938 | San Lorenzo de Almagro – Atlanta Buenos Aires 2:1 Agustín Cosso, Ismael Arrese – Lorenzo Tornarolli                                                                                           |
| 22 maja 1938 | CA Tigre – River Plate 1:5 Juan A. Fattoni – Carlos Peucelle (2), Eladio Vaschetto, Adolfo Pedernera, José M. Moreno                                                                          |

### Kolejka 7
| Data         | Mecz |
| ------------ | --- |
| 29 maja 1938 | Atlanta Buenos Aires – Almagro Buenos Aires 2:1 José Martínez, Lorenzo Tornarolli – Constantini                              |
| 29 maja 1938 | Ferro Carril Oeste – San Lorenzo de Almagro 1:2 Bernardo Gandulla – Ricardo Alarcón, Agustín Cosso                           |
| 29 maja 1938 | Gimnasia y Esgrima La Plata – CA Tigre 1:3 Luis Pérez – Juan Marvezzi, Eibar Ríos, Aníbal Troncoso                           |
| 29 maja 1938 | CA Huracán – CA Platense 4:1 Herminio Masantonio (2), Emilio Baldonedo (2) – Antonio Blanco                                  |
| 29 maja 1938 | Racing Club de Avellaneda – Estudiantes La Plata 1:1 Mateo Pont – Julio Gómez                                                |
| 29 maja 1938 | River Plate – Independiente 2:4 José M. Moreno, Adolfo Pedernera k – Vicente de la Mata, Emilio Reuben (2), Arsenio Erico    |
| 29 maja 1938 | Talleres Remedios de Escalada – Club Atlético Lanús 2:4 Jorge Casanova, Manuel Ferreiro – Daniel Pícaro (3), Domingo Aráoz k |
| 29 maja 1938 | CA Vélez Sarsfield – Boca Juniors 1:2 Florencio Caffaratti – Delfín Benítez Cáceres (2)                                      |

### Kolejka 8
| Data           | Mecz |
| -------------- | --- |
| 5 czerwca 1938 | Almagro Buenos Aires – Ferro Carril Oeste 4:1 Ricardo Stagi (4) – Jaime Sarlanga |
| 5 czerwca 1938 | Boca Juniors – Chacarita Juniors 4:2 Delfín Benítez Cáceres, Alfredo Gáspari, Eduardo Borques, Daniel Sabio – Héctor Cuenya s, Alberto Palomino mecz rozegrany został na stadionie klubu Ferro Carril Oeste |
| 5 czerwca 1938 | Estudiantes La Plata – CA Huracán 2:0 Manuel Pelegrina (2, 1k) |
| 5 czerwca 1938 | Independiente – Gimnasia y Esgrima La Plata 3:2 Arsenio Erico (2), Juan J. Zorrilla – Manuel Fidel, Tomás González                                                                                          |
| 5 czerwca 1938 | Club Atlético Lanús – Racing Club de Avellaneda 1:2 Daniel Pícaro – Francisco Fandiño, Oscar Larretchart |
| 5 czerwca 1938 | CA Platense – CA Vélez Sarsfield 3:2 Adolfo Juárez (2), Nicolás Ferrara – Florencio Caffaratti, Genaro Canteli                                                                                              |
| 5 czerwca 1938 | San Lorenzo de Almagro – River Plate 2:2 Arturo Arrieta, Ricardo Alarcón – Eladio Vaschetto, José M. Moreno                                                                                                 |
| 5 czerwca 1938 | CA Tigre – Talleres Remedios de Escalada 4:3 Eibar Ríos (2), Juan Marvezzi, Juan A. Fattoni – Manuel Ferreiro (2, 1k), Teófilo Juárez s                                                                     |

### Kolejka 9
| Data            | Mecz |
| --------------- | --- |
| 12 czerwca 1938 | Chacarita Juniors – CA Platense 6:3 Alberto Palomino (3), César Roggero (2), Pines – Adolfo Juárez, Roberto Terzolo s, Segundo Ibáñez                                              |
| 12 czerwca 1938 | Ferro Carril Oeste – Atlanta Buenos Aires 2:0 Jaime Sarlanga, Raúl Emeal |
| 12 czerwca 1938 | Gimnasia y Esgrima La Plata – San Lorenzo de Almagro 2:3 Luis Pérez (2, 1k) – Salustiano Vidal, Agustín Cosso, Arturo Arrieta mecz rozegrany został na stadionie klubu Estudiantes |
| 12 czerwca 1938 | CA Huracán – Club Atlético Lanús 3:2 Herminio Masantonio (2), Emilio Baldonedo – Daniel Pícaro (2)                                                                                 |
| 12 czerwca 1938 | Racing Club de Avellaneda – CA Tigre 2:1 Mateo Pont, Vicente Zito – Teodoro Contreras                                                                                              |
| 12 czerwca 1938 | River Plate – Almagro Buenos Aires 2:1 Carlos Peucelle, Ángel Alfonso – Peruch |
| 12 czerwca 1938 | Talleres Remedios de Escalada – Independiente 0:3 Vicente de la Mata, Emilio Reuben, Juan J. Zorrilla                                                                              |
| 12 czerwca 1938 | CA Vélez Sarsfield – Estudiantes La Plata 2:3 Florencio Caffaratti, Juan Echevarrieta – Enrique Guaita (2), Ángel Laferrara                                                        |

### Kolejka 10
| Data            | Mecz |
| --------------- | --- |
| 19 czerwca 1938 | Almagro Buenos Aires – Gimnasia y Esgrima La Plata 4:4 Ricardo Stagi (2), Guillermo Fernández, Constantini – Manuel Rocha (2), Gabino Arregui, Pascual Molina mecz rozegrany został na stadionie klubu Vélez Sarsfield |
| 19 czerwca 1938 | Atlanta Buenos Aires – River Plate 2:1 Carlos B. Moyano (2) – Ángel Alfonso |
| 19 czerwca 1938 | Estudiantes La Plata – Chacarita Juniors 7:4 Ángel Laferrara (3), Manuel Pelegrina (2), Cayetano Potro, Julio Gómez – Alberto Palomino (2, 1k), Alberto Galateo, César Roggero                                         |
| 19 czerwca 1938 | Independiente – Racing Club de Avellaneda 2:2 Arsenio Erico (2) – Vicente Zito, Evaristo Barrera |
| 19 czerwca 1938 | Club Atlético Lanús – CA Vélez Sarsfield 1:1 A. López – Simón Acuña |
| 19 czerwca 1938 | CA Platense – Boca Juniors 2:0 Adolfo Juárez, Máximo Fernández |
| 19 czerwca 1938 | San Lorenzo de Almagro – Talleres Remedios de Escalada 5:3 Ricardo Alarcón (3), Gabino Ballesteros, Agustín Cosso – E. Martínez, Manuel Ferreiro (2)                                                                   |
| 19 czerwca 1938 | CA Tigre – CA Huracán 1:2 Juan A. Fattoni – Herminio Masantonio (2) |

### Kolejka 11
| Data            | Mecz |
| --------------- | --- |
| 26 czerwca 1938 | Boca Juniors – Estudiantes La Plata 2:0 Alfredo Gáspari, Delfín Benítez Cáceres mecz rozegrany został na stadionie klubu Ferro Carril Oeste                                       |
| 26 czerwca 1938 | Chacarita Juniors – Club Atlético Lanús 2:0 Alberto Palomino k, César Roggero |
| 26 czerwca 1938 | Gimnasia y Esgrima La Plata – Atlanta Buenos Aires 3:1 Luis Pérez, Isidoro Orleans, Gabino Arregui - Carlos B. Moyano                                                             |
| 26 czerwca 1938 | CA Huracán – Independiente 2:3 Carlos Belfiore, Daniel Bálsamo - Vicente de la Mata, José Vilariño, Emilio Reuben mecz rozegrany został na stadionie klubu San Lorenzo de Almagro |
| 26 czerwca 1938 | Racing Club de Avellaneda – San Lorenzo de Almagro 2:2 Evaristo Barrera (2, 1k) - Agustín Cosso (2)                                                                               |
| 26 czerwca 1938 | River Plate – Ferro Carril Oeste 2:1 José M. Moreno, Adolfo Pedernera - Jaime Sarlanga                                                                                            |
| 26 czerwca 1938 | Talleres Remedios de Escalada – Almagro Buenos Aires 3:2 Manuel Ferreiro, Enrique Guerrero (2) - Peruch, Guillermo Fernández mecz rozegrany został na stadionie klubu Lanús       |
| 26 czerwca 1938 | CA Vélez Sarsfield – CA Tigre 6:2 Florencio Caffaratti (4), Simón Acuña, Ángel Fernández - Aníbal Troncoso, Teodoro Contreras                                                     |

### Kolejka 12
| Data         | Mecz |
| ------------ | --- |
| 3 lipca 1938 | Almagro Buenos Aires – Racing Club de Avellaneda 3:3 Ricardo Stagi, Roberto Neira, Guillermo Fernández - Enrique García, Evaristo Barrera, Mateo Pont mecz rozegrany został na stadionie klubu Vélez Sarsfield |
| 3 lipca 1938 | Atlanta Buenos Aires – Talleres Remedios de Escalada 4:2 José Liztherman (2), Juan Cerro (2) - Etchelet, M. Fernández                                                                                          |
| 3 lipca 1938 | Estudiantes La Plata – CA Platense 4:3 Ángel Laferrara (3), Manuel Pelegrina - Antonio Blanco k, Juan S. Prado (2)                                                                                             |
| 3 lipca 1938 | Ferro Carril Oeste – Gimnasia y Esgrima La Plata 4:0 Alfredo Borgnia (2), Rodolfo Danza, Jaime Sarlanga k |
| 3 lipca 1938 | Independiente – CA Vélez Sarsfield 7:1 Arsenio Erico (5), Emilio Reuben, Vicente de la Mata - Genaro Canteli                                                                                                   |
| 3 lipca 1938 | Club Atlético Lanús – Boca Juniors 1:1 Eduardo Correa - Rafael Sanz |
| 3 lipca 1938 | San Lorenzo de Almagro – CA Huracán 4:2 Agustín Cosso (3, 1k), Ricardo Alarcón - Carlos Belfiore, Herminio Masantonio                                                                                          |
| 3 lipca 1938 | CA Tigre – Chacarita Juniors 2:1 Eibar Ríos, Juan Marvezzi - Alberto Palomino |

### Kolejka 13
| Data          | Mecz |
| ------------- | --- |
| 17 lipca 1938 | Boca Juniors – CA Tigre 3:2 Rafael Sanz (2), Delfín Benítez Cáceres - Juan Marvezzi, Aníbal Troncoso k mecz rozegrany został na stadionie klubu Ferro Carril Oeste |
| 17 lipca 1938 | Chacarita Juniors – Independiente 2:0 Ricardo Barraza, Alberto Palomino                                                                                            |
| 17 lipca 1938 | Gimnasia y Esgrima La Plata – River Plate 3:2 Isidoro Orleans, Tomás González (2) - Bernabé Ferreyra (2)                                                           |
| 17 lipca 1938 | CA Huracán – Almagro Buenos Aires 3:0 Daniel Bálsamo, Herminio Masantonio, ? mecz rozegrany został na stadionie klubu San Lorenzo de Almagro                       |
| 17 lipca 1938 | CA Platense – Club Atlético Lanús 2:2 Antonio Blanco, Juan S. Prado - Fernando Sánchez, Eduardo Correa                                                             |
| 17 lipca 1938 | Racing Club de Avellaneda – Atlanta Buenos Aires 2:1 Vicente Zito, Arturo Naón - José Liztherman                                                                   |
| 17 lipca 1938 | Talleres Remedios de Escalada – Ferro Carril Oeste 0:2 Jaime Sarlanga (2, 1k) mecz rozegrany został na stadionie klubu River Plate                                 |
| 17 lipca 1938 | CA Vélez Sarsfield – San Lorenzo de Almagro 0:2 Agustín Cosso, Arturo Arrieta                                                                                      |

### Kolejka 14
| Data          | Mecz |
| ------------- | --- |
| 31 lipca 1938 | Almagro Buenos Aires – CA Vélez Sarsfield 4:1 Raimundo Orsi (2), Constantini, Ricardo Stagi - Ernesto Zuppi mecz rozegrany został na stadionie klubu Platense        |
| 31 lipca 1938 | Atlanta Buenos Aires – CA Huracán 4:1 José Martínez (2), Roberto Martino, Carlos B. Moyano - José Sosa                                                               |
| 31 lipca 1938 | Ferro Carril Oeste – Racing Club de Avellaneda 0:2 Enrique García, Evaristo Barrera                                                                                  |
| 31 lipca 1938 | Independiente – Boca Juniors 3:0 Vicente de la Mata (3) |
| 31 lipca 1938 | Club Atlético Lanús – Estudiantes La Plata 3:2 Ricardo Walter, Antonio Núñez (2) - Alberto Zozaya, Carlos Cirico                                                     |
| 31 lipca 1938 | River Plate – Talleres Remedios de Escalada 1:1 Oscar De Dovitis - Enrique Guerrero                                                                                  |
| 31 lipca 1938 | San Lorenzo de Almagro – Chacarita Juniors 3:4 Rubén Cavadini, Agustín Cosso, Ricardo Alarcón - Rogelio Barros, Roberto Rodríguez, Alberto Galateo, Alberto Palomino |
| 31 lipca 1938 | CA Tigre – CA Platense 3:2 Aníbal Troncoso (2), Teófilo Juárez - Máximo Fernández, Adolfo Juárez                                                                     |

### Kolejka 15
| Data            | Mecz |
| --------------- | --- |
| 7 sierpnia 1938 | Boca Juniors – San Lorenzo de Almagro 3:3 Vicente Careri, Manuel Rocha, Delfín Benítez Cáceres - Agustín Cosso (2), Arturo Arrieta mecz rozegrany został na stadionie klubu Ferro Carril Oeste |
| 7 sierpnia 1938 | Chacarita Juniors – Almagro Buenos Aires 1:1 Rogelio Barros - Peruch |
| 7 sierpnia 1938 | Estudiantes La Plata – CA Tigre 6:3 Enrique Guaita, Manuel Pelegrina (2 ,2k), Ángel Laferrara - Juan A. Fattoni, Aníbal Troncoso k, Eusebio Videla                                             |
| 7 sierpnia 1938 | CA Huracán – Ferro Carril Oeste 4:2 Juan Belmonte, Daniel Bálsamo (2), Héctor García - Alfredo Borgnia, Jaime Sarlanga                                                                         |
| 7 sierpnia 1938 | CA Platense – Independiente 2:5 Antonio Blanco k, Adolfo Juárez - Vicente de la Mata (3), Juan J. Zorrilla, Arsenio Erico                                                                      |
| 7 sierpnia 1938 | Racing Club de Avellaneda – River Plate 2:3 Mateo Pont, Vicente Zito - Luis M. Rongo (3) |
| 7 sierpnia 1938 | Talleres Remedios de Escalada – Gimnasia y Esgrima La Plata 1:2 E. Martínez - Luis Pérez, Isidoro Orleans                                                                                      |
| 7 sierpnia 1938 | CA Vélez Sarsfield – Atlanta Buenos Aires 2:1 Genaro Canteli (2) - Juan Cerro |

### Kolejka 16
| Data             | Mecz |
| ---------------- | --- |
| 14 sierpnia 1938 | Almagro Buenos Aires – Boca Juniors 1:4 Constantini - Delfín Benítez Cáceres (2), Daniel Sabio, Constantini s mecz rozegrany został na stadionie klubu Vélez Sarsfield         |
| 14 sierpnia 1938 | Atlanta Buenos Aires – Chacarita Juniors 5:3 Oscar Irazoqui, Carlos B. Moyano, José Liztherman (2), Juan D. Rodríguez k - Alberto Palomino k, Ramón Bresoli s, Ricardo Barraza |
| 14 sierpnia 1938 | Ferro Carril Oeste – CA Vélez Sarsfield 5:5 Bernardo Gandulla (3), Alfredo Borgnia (2) - Florencio Caffaratti (2), Genaro Canteli (2), Lorenzo Tornarolli                      |
| 14 sierpnia 1938 | Gimnasia y Esgrima La Plata – Racing Club de Avellaneda 2:1 Manuel Fidel, Gabino Arregui - Evaristo Barrera                                                                    |
| 14 sierpnia 1938 | Independiente – Estudiantes La Plata 5:0 Vicente de la Mata (2), Arsenio Erico (2), Victorio Spinetto                                                                          |
| 14 sierpnia 1938 | River Plate – CA Huracán 5:1 Carlos Peucelle, Eladio Vaschetto, Luis M. Rongo (3) - Emilio Baldonedo                                                                           |
| 14 sierpnia 1938 | San Lorenzo de Almagro – CA Platense 3:1 Alberto Lorenzo, Agustín Cosso (2) - Adolfo Juárez                                                                                    |
| 14 sierpnia 1938 | CA Tigre – Club Atlético Lanús 4:2 Teodoro Contreras, Eusebio Videla, Aníbal Troncoso (2) - Ángel Alfonso, Alfredo Cravero                                                     |

### Kolejka 17
| Data             | Mecz |
| ---------------- | --- |
| 21 sierpnia 1938 | Boca Juniors – Atlanta Buenos Aires 4:1 Vicente Careri (2, 1k), Oscar Irazoqui, Rafael Sanz - Oscar Irazoqui mecz rozegrany został na stadionie klubu Ferro Carril Oeste |
| 21 sierpnia 1938 | Chacarita Juniors – Ferro Carril Oeste 2:1 Ricardo Barraza, Roberto Rodríguez - Jaime Sarlanga                                                                           |
| 21 sierpnia 1938 | Estudiantes La Plata – San Lorenzo de Almagro 3:1 Ángel Laferrara (2), Carlos Cirico - Agustín Cosso                                                                     |
| 21 sierpnia 1938 | CA Huracán – Gimnasia y Esgrima La Plata 0:1 Jorge Alberti s |
| 21 sierpnia 1938 | Club Atlético Lanús – Independiente 3:3 Antonio Núñez (2), Carlos Wilson k - Emilio Reuben, Juan J. Zorrilla k, Victorio Spinetto                                        |
| 21 sierpnia 1938 | Racing Club de Avellaneda – Talleres Remedios de Escalada 3:1 Evaristo Barrera, Mateo Pont, Enrique García - Manuel Ferreiro                                             |
| 21 sierpnia 1938 | CA Vélez Sarsfield – River Plate 1:3 Genaro Canteli - Luis M. Rongo (3, 1k)                                                                                              |
| 21 sierpnia 1938 | CA Platense – Almagro Buenos Aires 6:2 Norberto Galvagni, Antonio Blanco k, Silvestre Pisa (2), Juan S. Prado, Adolfo Juárez - Raimundo Orsi (2, 1k)                     |

### Kolejka 18
| Data             | Mecz |
| ---------------- | --- |
| 28 sierpnia 1938 | Boca Juniors – Ferro Carril Oeste 1:2 Delfín Benítez Cáceres - Raúl Emeal, Jaime Sarlanga mecz rozegrany został na stadionie klubu Ferro Carril Oeste |
| 28 sierpnia 1938 | Chacarita Juniors – River Plate 0:4 Luis M. Rongo (2, 1k), José M. Moreno, Oscar De Dovitis                                                           |
| 28 sierpnia 1938 | Estudiantes La Plata – Almagro Buenos Aires 1:0 Carlos Cirico                                                                                         |
| 28 sierpnia 1938 | CA Huracán – Talleres Remedios de Escalada 1:2 Héctor García - Valentín Saldomando, Manuel Ferreiro                                                   |
| 28 sierpnia 1938 | Club Atlético Lanús – San Lorenzo de Almagro 3:2 Daniel Pícaro (2), Ricardo Walter - Agustín Cosso (2)                                                |
| 28 sierpnia 1938 | CA Platense – Atlanta Buenos Aires 1:1 Antonio Blanco k - Antonio Morales                                                                             |
| 28 sierpnia 1938 | CA Tigre – Independiente 0:0 |
| 28 sierpnia 1938 | CA Vélez Sarsfield – Gimnasia y Esgrima La Plata 2:2 Genaro Canteli (2) - Manuel Fidel, Luis Pérez                                                    |

### Kolejka 19
| Data            | Mecz |
| --------------- | --- |
| 4 września 1938 | Almagro Buenos Aires – Club Atlético Lanús 5:2 José F. Beressi, Constantini, Ricardo Stagi, Raimundo Orsi k, Guillermo Fernández - Daniel Pícaro (2) mecz rozegrany został na stadionie klubu Vélez Sarsfield |
| 4 września 1938 | Atlanta Buenos Aires – Estudiantes La Plata 0:2 Enrique Guaita, Julio Gómez |
| 4 września 1938 | Ferro Carril Oeste – CA Platense 3:1 Bernardo Gandulla, Raúl Emeal, Jaime Sarlanga - Luis Rojas |
| 4 września 1938 | Gimnasia y Esgrima La Plata – Chacarita Juniors 2:0 Arturo Naón (2) |
| 4 września 1938 | Racing Club de Avellaneda – CA Huracán 4:4 Mateo Pont (2), Atilio Fila (2) - Emilio Baldonedo (3), Daniel Bálsamo                                                                                             |
| 4 września 1938 | River Plate – Boca Juniors 2:2 Luis M. Rongo (2) - Delfín Benítez Cáceres (2) |
| 4 września 1938 | San Lorenzo de Almagro – CA Tigre 2:1 Rubén Cavadini, Agustín Cosso - Juan Marvezzi |
| 4 września 1938 | Talleres Remedios de Escalada – CA Vélez Sarsfield 0:0 |

### Kolejka 20
| Data             | Mecz |
| ---------------- | --- |
| 11 września 1938 | Boca Juniors – Gimnasia y Esgrima La Plata 0:0 mecz rozegrany został na stadionie klubu Ferro Carril Oeste                                    |
| 11 września 1938 | Chacarita Juniors – Talleres Remedios de Escalada 3:3 Roberto Rodríguez, Dalí, César Roggero - Manuel Ferreiro (2), Carlos Maiola             |
| 11 września 1938 | Estudiantes La Plata – Ferro Carril Oeste 3:3 Enrique Guaita, Bonifacio Casajous, Julio Gómez - Jaime Sarlanga, Bernardo Gandulla, Raúl Emeal |
| 11 września 1938 | Independiente – San Lorenzo de Almagro 2:0 Arsenio Erico, José Vilariño                                                                       |
| 11 września 1938 | Club Atlético Lanús – Atlanta Buenos Aires 3:2 Fernando Sánchez (3, 2k) - Carlos Colosía (2, 1k)                                              |
| 11 września 1938 | CA Platense – River Plate 2:4 Gregorio Esperón, Norberto Galvagni - Adolfo Pedernera, Carlos Peucelle, José M. Moreno, Luis M. Rongo          |
| 11 września 1938 | CA Tigre – Almagro Buenos Aires 2:2 Teodoro Contreras, Juan Marvezzi - Ricardo Stagi, Raimundo Orsi                                           |
| 11 września 1938 | CA Vélez Sarsfield – Racing Club de Avellaneda 3:2 Lorenzo Tornarolli, Osvaldo Reta, Genaro Canteli - Mateo Pont (2)                          |

### Kolejka 21
| Data             | Mecz |
| ---------------- | --- |
| 18 września 1938 | Almagro Buenos Aires – Independiente 2:3 Guillermo Fernández, Raimundo Orsi - Victorio Spinetto, Emilio Reuben, Juan J. Zorrilla k mecz rozegrany został na stadionie klubu Vélez Sarsfield |
| 18 września 1938 | Atlanta Buenos Aires – CA Tigre 4:2 Oscar Irazoqui, José Liztherman, Carlos Colosía, Roberto Martino - Aníbal Troncoso, Juan A. Fattoni                                                     |
| 18 września 1938 | Ferro Carril Oeste – Club Atlético Lanús 2:2 Jaime Sarlanga (2) - Eduardo Correa, Ricardo Walter                                                                                            |
| 18 września 1938 | Gimnasia y Esgrima La Plata – CA Platense 5:1 Manuel Fidel, Gabino Arregui (2), Luis Pérez, Tomás González - Cataldo Spitale                                                                |
| 18 września 1938 | CA Huracán – CA Vélez Sarsfield 6:2 Juan Belmonte, Herminio Masantonio (3), Carlos Belfiore k, Emilio Baldonedo - Iván Mayo (2)                                                             |
| 18 września 1938 | Racing Club de Avellaneda – Chacarita Juniors 5:1 Evaristo Barrera (4, 1k), Enrique García - Dalí                                                                                           |
| 18 września 1938 | River Plate – Estudiantes La Plata 2:1 Adolfo Pedernera, Carlos Peucelle - Julio Gómez |
| 18 września 1938 | Talleres Remedios de Escalada – Boca Juniors 3:3 Manuel Ferreiro (3, 1k) - Roberto Cherro, José M. Marante k, Alfredo Gáspari                                                               |

### Kolejka 22
| Data             | Mecz |
| ---------------- | --- |
| 25 września 1938 | Boca Juniors – Racing Club de Avellaneda 1:2 Delfín Benítez Cáceres k - Juan A. Devizia, Enrique García mecz rozegrany został na stadionie klubu Ferro Carril Oeste |
| 25 września 1938 | Chacarita Juniors – CA Huracán 3:0 Roberto Rodríguez, Pedro Young, Alberto Galateo                                                                                  |
| 25 września 1938 | Estudiantes La Plata – Gimnasia y Esgrima La Plata 1:2 Eduardo Sande - Manuel Fidel, Arturo Naón                                                                    |
| 25 września 1938 | Independiente – Atlanta Buenos Aires 0:1 Roberto Martino |
| 25 września 1938 | Club Atlético Lanús – River Plate 1:2 Alfredo Cravero - Carlos Peucelle, Luis M. Rongo                                                                              |
| 25 września 1938 | CA Platense – Talleres Remedios de Escalada 4:1 Silvestre Pisa (3), Roberto Camesella - Manuel Ferreiro                                                             |
| 25 września 1938 | San Lorenzo de Almagro – Almagro Buenos Aires 5:2 Ricardo Alarcón (2), Agustín Cosso (2), Rbén Cavadini - Guillermo Fernández, Ricardo Stagi                        |
| 25 września 1938 | CA Tigre – Ferro Carril Oeste 2:2 Juan Marvezzi, Aníbal Troncoso - Antonio Martínez, Bernardo Gandulla                                                              |

### Kolejka 23
| Data                | Mecz |
| ------------------- | --- |
| 2 października 1938 | Atlanta Buenos Aires – San Lorenzo de Almagro 1:2 Oscar Irazoqui - Agustín Cosso, Ricardo Alarcón |
| 2 października 1938 | Ferro Carril Oeste – Independiente 1:4 Bernardo Gandulla - Arsenio Erico (2), Vicente de la Mata (2) |
| 2 października 1938 | Gimnasia y Esgrima La Plata – Club Atlético Lanús 7:3 Arturo Naón (2), Gabino Arregui (2), Manuel Fidel (3) - Alfredo Cravero, Antonio Núñez (2)                                                                        |
| 2 października 1938 | CA Huracán – Boca Juniors 1:0 Herminio Masantonio |
| 2 października 1938 | Racing Club de Avellaneda – CA Platense 8:2 Enrique García (2), Evaristo Barrera (3), Juan A. Devizia (2), Francisco Fandiño - Adolfo Juárez, Antonio Campilongo mecz rozegrany został na stadionie klubu Independiente |
| 2 października 1938 | River Plate – CA Tigre 5:1 Luis M. Rongo (2), José M. Moreno (2), Adolfo Pedernera - Juan Marvezzi |
| 2 października 1938 | Talleres Remedios de Escalada – Estudiantes La Plata 3:1 Mario Tagliabúe, Enrique Flamini, Valentín Saldomando - Manuel Pelegrina                                                                                       |
| 2 października 1938 | CA Vélez Sarsfield – Chacarita Juniors 4:0 Ángel Fernández, Florencio Caffaratti (2), Genaro Canteli |

### Kolejka 24
| Data                | Mecz |
| ------------------- | --- |
| 9 października 1938 | Almagro Buenos Aires – Atlanta Buenos Aires 4:2 Guillermo Fernández, Ricardo Stagi, Constantini, José F. Beressi - Oscar Irazoqui, José Liztherman mecz rozegrany został na stadionie klubu Vélez Sarsfield |
| 9 października 1938 | Boca Juniors – CA Vélez Sarsfield 2:1 Luis Carniglia, Rafael Sanz - Osvaldo Reta mecz rozegrany został na stadionie klubu Huracán                                                                           |
| 9 października 1938 | Estudiantes La Plata – Racing Club de Avellaneda 2:8 Manuel Pelegrina (2, 2k) - Vicente Zito (3), Enrique García (2), Evaristo Barrera (2), Héctor Narvarte                                                 |
| 9 października 1938 | Independiente – River Plate 1:3 Juan J. Zorrilla k -José M. Moreno (2), Carlos Peucelle |
| 9 października 1938 | Club Atlético Lanús – Talleres Remedios de Escalada 4:2 Eduardo Correa, Carlos Wilson k, Daniel Pícaro, Alfredo Cravero - Manuel Ferreiro, Enrique Flamini                                                  |
| 9 października 1938 | CA Platense – CA Huracán 1:1 Silvestre Pisa - Herminio Masantonio |
| 9 października 1938 | San Lorenzo de Almagro – Ferro Carril Oeste 3:2 Agustín Cosso, Rubén Cavadini, Ricardo Alarcón - Jaime Sarlanga k, Alfredo Borgnia                                                                          |
| 9 października 1938 | CA Tigre – Gimnasia y Esgrima La Plata 3:0 Ricardo Zatelli, Juan Marvezzi, Aníbal Troncoso |

### Kolejka 25
| Data                 | Mecz |
| -------------------- | --- |
| 16 października 1938 | Chacarita Juniors – Boca Juniors 3:0 Alberto Palomino (2, 1k), Rogelio Barros |
| 16 października 1938 | Ferro Carril Oeste – Almagro Buenos Aires 2:1 Jaime Sarlanga (2) - Raimundo Orsi k |
| 16 października 1938 | Gimnasia y Esgrima La Plata – Independiente 1:2 Oscar Montañez k - Arsenio Erico, José Vilariño                                                                                           |
| 16 października 1938 | CA Huracán – Estudiantes La Plata 3:4 Emilio Baldonedo k, Carlos Belfiore, Herminio Masantonio - Remo Nucitelli (2), Manuel Pelegrina (2, 1k)                                             |
| 16 października 1938 | Racing Club de Avellaneda – Club Atlético Lanús 8:1 Evaristo Barrera (5), Enrique García (2), Juan A. Devizia - Alfredo Cravero                                                           |
| 16 października 1938 | River Plate – San Lorenzo de Almagro 5:5 Luis M. Rongo, Carlos Peucelle (2), Adolfo Pedernera, Eladio Vaschetto - Ricardo Alarcón (2), Agustín Cosso, Gabino Ballesteros, Tomás Beristain |
| 16 października 1938 | Talleres Remedios de Escalada – CA Tigre 4:1 Vicente Del Giúdice, Enrique Flamini (3) - Eibar Ríos                                                                                        |
| 16 października 1938 | CA Vélez Sarsfield – CA Platense 2:1 Genaro Canteli, Francisco Rúa - Silvestre Pisa |

### Kolejka 26
| Data                 | Mecz |
| -------------------- | --- |
| 23 października 1938 | Almagro Buenos Aires – River Plate 1:2 Raimundo Orsi - Luis M. Rongo, Adolfo Pedernera mecz rozegrany został na stadionie klubu Vélez Sarsfield |
| 23 października 1938 | Atlanta Buenos Aires – Ferro Carril Oeste 4:1 Oscar Irazoqui (3), Roberto Martino - Jaime Sarlanga                                              |
| 23 października 1938 | Estudiantes La Plata – CA Vélez Sarsfield 2:0 Manuel Pelegrina, Remo Nucitelli                                                                  |
| 23 października 1938 | Independiente – Talleres Remedios de Escalada 5:0 Arsenio Erico (3), Vicente de la Mata (2)                                                     |
| 23 października 1938 | Club Atlético Lanús – CA Huracán 6:1 Antonio Núñez (2), A. López (3), Eduardo Correa - Alberto Crotti                                           |
| 23 października 1938 | CA Platense – Chacarita Juniors 7:1 Adolfo Juárez (2), Antonio Blanco k, Eduardo Oviedo (2), Silvestre Pisa (2) - Alberto Palomino              |
| 23 października 1938 | San Lorenzo de Almagro – Gimnasia y Esgrima La Plata 2:1 Agustín Cosso, Tomás Beristain - Manuel Fidel                                          |
| 23 października 1938 | CA Tigre – Racing Club de Avellaneda 2:1 Eibar Ríos (2) - Eibar Ríos                                                                            |

### Kolejka 27
| Data                 | Mecz |
| -------------------- | --- |
| 30 października 1938 | Boca Juniors – CA Platense 6:1 Rafael Sanz (4), Luis Carniglia, Daniel Sabio - Eduardo Oviedo mecz rozegrany został na stadionie klubu San Lorenzo de Almagro |
| 30 października 1938 | Chacarita Juniors – Estudiantes La Plata 1:3 Alberto Palomino - Roberto Sbarra, Enrique Guaita, Cayetano Potro                                                |
| 30 października 1938 | Gimnasia y Esgrima La Plata – Almagro Buenos Aires 5:1 Luis Pérez, Pascual Molina, Juan Echevarrieta (3) - Raimundo Orsi                                      |
| 30 października 1938 | CA Huracán – CA Tigre 9:3 Juan Belmonte (3), Emilio Baldonedo (3), Daniel Bálsamo (3) - Eibar Ríos (2), Juan Marvezzi                                         |
| 30 października 1938 | Racing Club de Avellaneda – Independiente 2:3 Francisco Fandiño, Vicente Zito - Arsenio Erico (2), Juan J. Zorrilla k                                         |
| 30 października 1938 | River Plate – Atlanta Buenos Aires 5:1 Luis M. Rongo (4, 1k), Eladio Vaschetto - José Liztherman                                                              |
| 30 października 1938 | Talleres Remedios de Escalada – San Lorenzo de Almagro 2:2 Manuel Ferreiro, Enrique Flamini - Rubén Cavadini, José Vanzini                                    |
| 30 października 1938 | CA Vélez Sarsfield – Club Atlético Lanús 4:3 Florencio Caffaratti (4, 1k) - Fernando Sánchez, Antonio Núñez, A. López                                         |

### Kolejka 28
| Data             | Mecz |
| ---------------- | --- |
| 6 listopada 1938 | Almagro Buenos Aires – Talleres Remedios de Escalada 4:0 Guillermo Fernández (3), Raimundo Orsi mecz rozegrany został na stadionie klubu Vélez Sarsfield |
| 6 listopada 1938 | Atlanta Buenos Aires – Gimnasia y Esgrima La Plata 4:3 José Liztherman (2), Oscar Irazoqui, Carlos B. Moyano - Luis Pérez (2), Alberto Cerioni           |
| 6 listopada 1938 | Estudiantes La Plata – Boca Juniors 1:2 Remo Nucitelli - Luis Carniglia, Vicente Careri                                                                  |
| 6 listopada 1938 | Ferro Carril Oeste – River Plate 2:1 Alfredo Borgnia, Bernardo Gandulla - Luis M. Rongo k                                                                |
| 6 listopada 1938 | Independiente – CA Huracán 4:1 José Vilariño (2), Arsenio Erico (2) - Daniel Bálsamo                                                                     |
| 6 listopada 1938 | Club Atlético Lanús – Chacarita Juniors 1:1 Antonio Núñez - Ricardo Barraza                                                                              |
| 6 listopada 1938 | San Lorenzo de Almagro – Racing Club de Avellaneda 5:3 mecz rozegrany został na stadionie klubu River Plate                                              |
| 6 listopada 1938 | CA Tigre – CA Vélez Sarsfield 5:2 Eibar Ríos, Juan Marvezzi (2), Aníbal Troncoso (2) - Florencio Caffaratti (2, 1k)                                      |

### Kolejka 29
| Data              | Mecz |
| ----------------- | --- |
| 13 listopada 1938 | Boca Juniors – Club Atlético Lanús 1:1 Daniel Sabio - Antonio Núñez mecz rozegrany został na stadionie klubu Ferro Carril Oeste                            |
| 13 listopada 1938 | Chacarita Juniors – CA Tigre 6:2 Alberto Palomino (2), Ricardo Barraza (2), Roberto Rodríguez, Alberto Galateo - Eibar Ríos, Aníbal Troncoso               |
| 13 listopada 1938 | Gimnasia y Esgrima La Plata – Ferro Carril Oeste 6:1 Arturo Naón, Horacio Noseda s, Isidoro Orleans, Juan Echevarrieta, ?, ? - Alfredo Borgnia             |
| 13 listopada 1938 | CA Huracán – San Lorenzo de Almagro 1:2 Daniel Bálsamo - Ricardo Alarcón, Arturo Arrieta                                                                   |
| 13 listopada 1938 | CA Platense – Estudiantes La Plata 4:2 Gregorio Esperón, Cataldo Spitale, Carlos Priori, Juan S. Prado - Pablo Farías, Julio Gómez                         |
| 13 listopada 1938 | Racing Club de Avellaneda – Almagro Buenos Aires 6:0 Mateo Pont, Enrique García (4, 1k), Vicente Zito                                                      |
| 13 listopada 1938 | Talleres Remedios de Escalada – Atlanta Buenos Aires 5:1 Valentín Saldomando, Manuel Ferreiro k, Mario Tagliabúe, Vicente Del Giúdice (2) - Oscar Irazoqui |
| 13 listopada 1938 | CA Vélez Sarsfield – Independiente 0:2 Vicente de la Mata, Juan J. Zorrilla k                                                                              |

### Kolejka 30
| Data              | Mecz |
| ----------------- | --- |
| 20 listopada 1938 | Almagro Buenos Aires – CA Huracán 1:2 Ricardo Stagi - Emilio Baldonedo (2) mecz rozegrany został na stadionie klubu Vélez Sarsfield                                      |
| 20 listopada 1938 | Atlanta Buenos Aires – Racing Club de Avellaneda 0:0 |
| 20 listopada 1938 | Ferro Carril Oeste – Talleres Remedios de Escalada 2:2 Rodolfo Danza, Alfredo Borgnia - Enrique Flamini, Oscar Larretchart                                               |
| 20 listopada 1938 | Independiente – Chacarita Juniors 9:2 Arsenio Erico (4), Juan J. Zorrilla, Vicente de la Mata, Antonio Sastre, José Vilariño (2) - Alberto Palomino, Juan M. Baigorria s |
| 20 listopada 1938 | Club Atlético Lanús – CA Platense 7:2 Daniel Pícaro (2), Ernesto Dosetti (2), Fernando Sánchez, Antonio Núñez, Eduardo Correa - Antonio Blanco k, Juan S. Prado          |
| 20 listopada 1938 | River Plate – Gimnasia y Esgrima La Plata 3:1 Luis M. Rongo (2), Carlos Peucelle - Gabino Arregui                                                                        |
| 20 listopada 1938 | San Lorenzo de Almagro – CA Vélez Sarsfield 4:4 Alberto Lorenzo, Rubén Cavadini (2), Gabino Ballesteros - Florencio Caffaratti (3, 1k), Osvaldo Reta                     |
| 20 listopada 1938 | CA Tigre – Boca Juniors 0:4 Rafael Sanz, Vicente Careri, Daniel Sabio (2)                                                                                                |

### Kolejka 31
| Data              | Mecz |
| ----------------- | --- |
| 27 listopada 1938 | Boca Juniors – Independiente 0:4 Vicente de la Mata (2), Arsenio Erico (2) mecz rozegrany został na stadionie klubu San Lorenzo de Almagro     |
| 27 listopada 1938 | Chacarita Juniors – San Lorenzo de Almagro 3:5 César Roggero, Rogelio Barros, Alberto Galateo k - Alberto Lorenzo (2), Tomás Beristain (3, 2k) |
| 27 listopada 1938 | Estudiantes La Plata – Club Atlético Lanús 3:2 Julio Gómez (3) - Daniel Pícaro, Carlos Wilson                                                  |
| 27 listopada 1938 | CA Huracán – Atlanta Buenos Aires 5:3 Emilio Baldonedo (3), Daniel Bálsamo, Herminio Masantonio - José Liztherman (2, 1k), Luis Montaperto     |
| 27 listopada 1938 | CA Platense – CA Tigre 6:3 Carlos Priori, Adolfo Juárez (2), Eduardo Oviedo (2), Gregorio Esperón - Juan Marvezzi (2), Eusebio Videla          |
| 27 listopada 1938 | Racing Club de Avellaneda – Ferro Carril Oeste 7:2 Juan A. Devizia (3), Atilio Fila, Enrique García (3) - Alfredo Borgnia, José L. Dacunto     |
| 27 listopada 1938 | Talleres Remedios de Escalada – River Plate 2:5 Enrique Flamini, Oscar Larretchart - José M. Moreno (3), Luis M. Rongo (2)                     |
| 27 listopada 1938 | CA Vélez Sarsfield – Almagro Buenos Aires 6:0 Genaro Canteli, Osvaldo Reta, Florencio Caffaratti, José B. Menéndez (2), José M. Noguera        |

### Kolejka 32
| Data           | Mecz |
| -------------- | --- |
| 3 grudnia 1938 | San Lorenzo de Almagro – Boca Juniors 1:2 Rubén Cavadini - Delfín Benítez Cáceres, Rafael Sanz                                                         |
| 4 grudnia 1938 | Almagro Buenos Aires – Chacarita Juniors 1:0 Guillermo Fernández mecz rozegrany został na stadionie klubu Vélez Sarsfield                              |
| 4 grudnia 1938 | Atlanta Buenos Aires – CA Vélez Sarsfield 4:3 Oscar Irazoqui (2), Juan D. Rodríguez k, Juan Cerro - Florencio Caffaratti, Genaro Canteli, Osvaldo Reta |
| 4 grudnia 1938 | Ferro Carril Oeste – CA Huracán 3:5 Jaime Sarlanga (2), José Sosa s - Herminio Masantonio (2), Emilio Baldonedo (3)                                    |
| 4 grudnia 1938 | Gimnasia y Esgrima La Plata – Talleres Remedios de Escalada 6:2 Manuel Fidel, José Pérez (2), Tomás González (2), Arturo Naón - Manuel Ferreiro (2)    |
| 4 grudnia 1938 | Independiente – CA Platense 5:0 Juan J. Zorrilla (2, 1k), Arsenio Erico, José Vilariño, ?                                                              |
| 4 grudnia 1938 | River Plate – Racing Club de Avellaneda 5:2 Luis M. Rongo (2, 1k), Eladio Vaschetto (2), José M. Moreno - Vicente Zito, Atilio Fila                    |
| 4 grudnia 1938 | CA Tigre – Estudiantes La Plata 3:0 Eibar Ríos, Francisco Arballo (2)                                                                                  |

### Kolejka 33
| Data            | Mecz |
| --------------- | --- |
| 10 grudnia 1938 | Boca Juniors – Almagro Buenos Aires 3:4 Delfín Benítez Cáceres, Rafael Sanz, Vicente Careri - Ricardo Stagi, José F. Beressi, Guillermo Fernández (2) mecz rozegrany został na stadionie klubu San Lorenzo de Almagro |
| 10 grudnia 1938 | Racing Club de Avellaneda – Gimnasia y Esgrima La Plata 3:1 Juan A. Devizia, Atilio Fila, Vicente Zito - Luis Pérez mecz rozegrany został na stadionie klubu Independiente                                            |
| 11 grudnia 1938 | Chacarita Juniors – Atlanta Buenos Aires 2:2 César Roggero, Villela - José Liztherman (2) mecz rozegrany został na stadionie klubu Ferro Carril Oeste                                                                 |
| 11 grudnia 1938 | Estudiantes La Plata – Independiente 1:3 Carlos Cirico - Arsenio Erico (2), Vicente de la Mata |
| 11 grudnia 1938 | CA Huracán – River Plate 2:5 Herminio Masantonio, Daniel Bálsamo - Luis M. Rongo (3), José M. Moreno, Adolfo Pedernera                                                                                                |
| 11 grudnia 1938 | Club Atlético Lanús – CA Tigre 6:2 Daniel Pícaro, Carlos Wilson k, Antonio Núñez (3), Atilio Ducca - Juan A. Fattoni, Eibar Ríos                                                                                      |
| 11 grudnia 1938 | CA Platense – San Lorenzo de Almagro 2:0 Adolfo Juárez (2) |
| 11 grudnia 1938 | CA Vélez Sarsfield – Ferro Carril Oeste 4:2 Genaro Canteli, Florencio Caffaratti (3) - Bernardo Gandulla, Alfredo Borgnia                                                                                             |

### Kolejka 34
| Data            | Mecz |
| --------------- | --- |
| 18 grudnia 1938 | Almagro Buenos Aires – CA Platense 4:1 Ricardo Stagi (2), Raimundo Orsi (2, 1k) - Juan S. Prado mecz rozegrany został na stadionie klubu San Lorenzo de Almagro |
| 18 grudnia 1938 | Atlanta Buenos Aires – Boca Juniors 1:2 José Liztherman - Luis Carniglia, Vicente Careri |
| 18 grudnia 1938 | Ferro Carril Oeste – Chacarita Juniors 2:2 Bernardo Gandulla, Alfredo Borgnia - César Roggero, Villela |
| 18 grudnia 1938 | Gimnasia y Esgrima La Plata – CA Huracán 7:3 Oscar Montañez (2, 2k), Gabino Arregui (3), Arturo Naón, Manuel Fidel - Emilio Baldonedo (2), Héctor García |
| 18 grudnia 1938 | Independiente – Club Atlético Lanús 8:2(6:1) Widzowie: 20 000 Sędzia: Macías. Bramki: 1:0 Arsenio Erico 21, 2:0 Vicente de la Mata 24, 3:0 José Vilariño 27, 3:1 Alfredo Cravero 28, 4:1 Vicente de la Mata 29, 5:1 Arsenio Erico 35, 6:1 Vicente de la Mata 41, 7:1 Antonio Sastre 51, 8:1 Vicente de la Mata 58, 8:2 Ernesto Dosetti 87 CA Independiente: Bello – Lecea, Coletta, Franzolini, Leguizamón, Martínez, José Vilariño, Vicente de la Mata, Arsenio Erico, Antonio Sastre, Zorrilla. Club Atlético Lanús: Pérez – Wilson, Rodríguez, Bazterra, Sánchez, Ducca, Alfredo Cravero, Correa, Ernesto Dosetti, Pícaro, Núńez. |
| 18 grudnia 1938 | River Plate – CA Vélez Sarsfield 3:0 José M. Moreno, Carlos Peucelle, Adolfo Pedernera |
| 18 grudnia 1938 | San Lorenzo de Almagro – Estudiantes La Plata 1:2 Alberto Lorenzo - Carlos Cirico, Enrique Guiata |
| 18 grudnia 1938 | Talleres Remedios de Escalada – Racing Club de Avellaneda 2:5 Oscar Larretchart, Manuel Ferreiro k - Atilio Fila (3), Vicente Zito (2) |

### Końcowa tabela sezonu 1938
| Poz | Klub                          | Mecze | Zw | Rem | Por | Pkt | BrZd | BrStr |
| --- | ----------------------------- | ----- | -- | --- | --- | --- | ---- | ----- |
| 1   | Independiente                 | 32    | 25 | 3   | 4   | 53  | 115  | 37    |
| 2   | River Plate                   | 32    | 23 | 5   | 4   | 51  | 105  | 49    |
| 3   | San Lorenzo de Almagro        | 32    | 18 | 7   | 7   | 43  | 87   | 67    |
| 4   | Racing Club de Avellaneda     | 32    | 16 | 7   | 9   | 39  | 102  | 63    |
| 5   | Boca Juniors                  | 32    | 13 | 9   | 10  | 35  | 66   | 53    |
| 6   | Gimnasia y Esgrima La Plata   | 32    | 15 | 5   | 12  | 35  | 83   | 69    |
| 7   | Estudiantes La Plata          | 32    | 16 | 3   | 13  | 35  | 70   | 77    |
| 8   | CA Huracán                    | 32    | 14 | 3   | 15  | 31  | 85   | 89    |
| 9   | Atlanta Buenos Aires          | 32    | 12 | 4   | 16  | 28  | 61   | 70    |
| 10  | CA Vélez Sarsfield            | 32    | 11 | 5   | 16  | 27  | 78   | 85    |
| 11  | CA Platense                   | 32    | 10 | 6   | 16  | 26  | 84   | 100   |
| 12  | Ferro Carril Oeste            | 32    | 9  | 8   | 15  | 26  | 68   | 89    |
| 13  | CA Tigre                      | 32    | 11 | 4   | 17  | 26  | 71   | 102   |
| 14  | Club Atlético Lanús           | 32    | 8  | 9   | 15  | 25  | 75   | 95    |
| 15  | Chacarita Juniors             | 32    | 10 | 5   | 17  | 25  | 66   | 92    |
| 16  | Almagro Buenos Aires          | 32    | 8  | 5   | 19  | 21  | 63   | 94    |
| 17  | Talleres Remedios de Escalada | 32    | 6  | 6   | 20  | 18  | 55   | 103   |

### Klasyfikacja strzelców bramek 1938
| Gole | Piłkarz              | Klub               |
| ---- | -------------------- | ------------------ |
| 43   | Arsenio Erico        | Independiente      |
| 33   | Luis María Rongo     | River Plate        |
| 32   | Florencio Caffaratti | CA Vélez Sarsfield |
| 29   | Emilio Baldonedo     | CA Huracán         |
| 27   | Vicente de la Mata   | Independiente      |